# Neuenried (Aitrang)
Neuenried ist ein Gemeindeteil von Aitrang im schwäbischen Landkreis Ostallgäu. Das Dorf liegt dreieinhalb Kilometer nordwestlich von Aitrang.

## Geschichte
Bis Ende April 1978 war Neuenried ein Gemeindeteil von Huttenwang im Landkreis Ostallgäu, früher Landkreis Marktoberdorf. Die Gemeinde Huttenwang wurde am 1. Mai 1978 nach Aitrang eingemeindet. 

## Baudenkmäler
Siehe auch: Liste der Baudenkmäler in Neuenried
- Katholische Kapelle St. Magnus, erbaut 1694